# Limburské vévodství
Limburské vévodství (německy Herzogtum Limburg, nizozemsky Hertogdom Limburg), původně hrabství, byl drobný stát Svaté říše římské, který se rozkládal na území dnešní belgické provincie Lutych. Hlavním městem vévodství byl Limburk (Limbourg). S územím kolem města vzniklo Limburské vévodství v době 11. století ze staršího hrabství, nicméně nový titul vévody nenahradil titul hraběcí okamžitě a byl proto zpochybňován hrabaty brabantskými, tento spor později vedl k přiřknutí statusu vévodství také Brabantu. V letech 1283–1289 probíhala o vévodství Limbursko válka o dědictví vedená mezi Brabantem na jedné straně a Geldernem s kolínským kurfiřtem na straně druhé. Příčinou války byl prodej Limburského vévodství Brabantu roku 1283. Válka vyvrcholila bitvou u Worringenu (1288), po níž bylo Limbursko spojeno s Brabantskem personální unií. Vévodství limburské si postupně prošlo brabantskou, burgundskou a nakonec habsburskou (a španělskou) nadvládou. V roce 1793 bylo vévodství limburské okupováno vojsky revoluční Francie. Zaniklo roku 1797, kdy bylo anektováno Francouzskou republikou.
Roku 1839 byla na základě londýnské smlouvy vytvořena provincie Nizozemského království s názvem Limburské vévodství. Ta byla podřízena nizozemskému králi a současně byla členem Německého spolku.

## Symbolika

znaky dynastií:
Limburská dynastie
Reginarové (unie s Brabantskem)
dynastie Valois (unie s Burgundskem)
Habsburkové